# Ruben Wartanian
Ruben Wartanian (ur. 25 maja 1968 w Erywaniu) – ormiański biznesmen, filantrop i minister stanu Górskiego Karabachu w latach 2022–2023.
Pełnił funkcję dyrektora naczelnego banku inwestycyjnego Troika Dialog sprzedanego Sbierbankowi. Po latach działalności w Rosji w 2021 roku uzyskał obywatelstwo armeńskie i przeniósł się do tego kraju. W latach 2022–2023 sprawował funkcję ministra stanu nieuznawanego przez społeczność międzynarodową Górskiego Karabachu. We wrześniu 2023 roku po starciach w Górskim Karabachu został zatrzymany przez azerbejdżańska służbę graniczną w trakcie próby przedostania się do Armenii.
Forbes szacował jego majątek w 2021 roku na około miliard dolarów.